# مهدوی‌کیا
مهدوی‌کیا یک نام خانوادگی‌ ایرانی‌ست. افراد شاخص با این نام از این قرارند:
- مهدی مهدوی‌کیا
- هادی مهدوی‌کیا
- مصطفی مهدوی‌کیا